# Bundesministerium für Landwirtschaft, Ernährung und Heimat

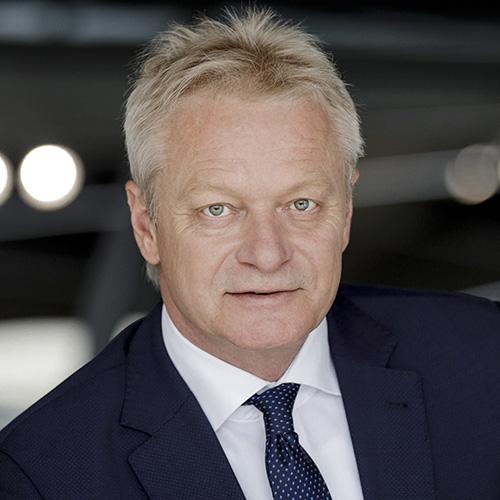
Alois Rainer (CSU), Bundesminister für Landwirtschaft, Ernährung und Heimat

Das Bundesministerium für Landwirtschaft, Ernährung und Heimat (kurz BMLEH) ist eine oberste Bundesbehörde der Bundesrepublik Deutschland. Sein Hauptsitz bzw. erster Dienstsitz befindet sich in der Bundesstadt Bonn, sein zweiter Dienstsitz in Berlin. Das Amt des Bundesministers und Behördenleiters bekleidet seit dem 6. Mai 2025 Alois Rainer von der CSU als Mitglied des Kabinetts Merz.

## Geschichte
Die ursprüngliche Bezeichnung war zwischen 1949 und 2001 „Bundesministerium für Ernährung, Landwirtschaft und Forsten“. In den Anfangsjahren spielte vor allem die sichere Versorgung der Bürger mit ausreichend Lebensmitteln eine große Rolle. Das hat sich im Lauf der Zeit geändert, so dass heutzutage hauptsächlich einerseits die Sicherheit und Gesundheit der Lebensmittel sowie die ökologischen Folgen der Lebensmittelproduktion, andererseits die wirtschaftlichen Belange der Landwirte die Hauptaugenmerke sind.
2001 wurde das Ministerium in „Bundesministerium für Verbraucherschutz, Ernährung und Landwirtschaft“ umbenannt. Die Aufnahme des Verbraucherschutzes anstelle von Forsten im Namen geht auf Renate Künast zurück und ist vor dem Hintergrund des damaligen BSE-Skandals zu sehen. Die Umbenennung stellt dabei nicht nur eine Kompetenzerweiterung dar. Sie ist vielmehr Ausdruck von gesellschaftlichen Veränderungen, die sich sowohl hier als auch in anderen Ressorts, auf Ministerialebene widerspiegeln. So sah sich Ilse Aigner beispielsweise wesentlich stärker für die Belange des Datenschutzes verantwortlich, als dies bei ihren Vorgängern der Fall war. Durch Organisationserlass des Bundeskanzleramts wurde aus dem Bundesministerium für Verbraucherschutz, Ernährung und Landwirtschaft das „Bundesministerium für Ernährung, Landwirtschaft und Verbraucherschutz“ gebildet. Die Reihenfolge wurde alphabetisch geregelt, um die Gleichstellung der einzelnen Ressorts darzustellen.
Mit der Bildung des Kabinetts Merkel III ging die Zuständigkeit für den Verbraucherschutz 2013 an das Bundesministerium der Justiz und für Verbraucherschutz über. Der am 7. November 2014 von diesem Bundesministerium gegründete, neunköpfige Sachverständigenrat für Verbraucherfragen berät jedoch auch das Ernährungsressort des Bundesministeriums für Ernährung und Landwirtschaft.
Nach der Ernennung von Bundeskanzler Olaf Scholz am 8. Dezember 2021 wurde der Bereich Verbraucherschutz an das entsprechend in Bundesministerium für Umwelt, Naturschutz, nukleare Sicherheit und Verbraucherschutz umbenannte Umweltministerium übertragen.
Im Kabinett Merz übertrug der Bundeskanzler durch einen Organisationserlass die Zuständigkeit für „gleichwertige Lebensverhältnisse sowie regionale Kultur“ an das Ministerium und benannte es auch als Ministerium für Heimat.

### Erforschung der Geschichte des Bundesministeriums
2016 nahm eine von Christian Schmidt, dem damals amtierenden Minister des Bundesministeriums für Ernährung und Landwirtschaft, eingesetzte Unabhängige Historikerkommission ihre Arbeit auf. Am 17. Juni 2020 gab das Bundesministerium für Ernährung und Landwirtschaft auf den Seiten seiner Internetpräsenz bekannt, dass der Abschlussbericht der Unabhängigen Historikerkommission Bundesministerin Julia Klöckner am gleichen Tag übergeben worden war. Der Abschlussbericht wurde als Buch publiziert. Insbesondere folgende Aspekte wurden von der Unabhängigen Historikerkommission untersucht:
- die Wiederbegründung des Ministeriums im Jahr 1949
- die Geschichte seiner Vorgängerinstitutionen
- die Frage nach der personellen und sachlichen Kontinuität bzw. Diskontinuität
- die Haltung zu seinen Vorgängerinstitutionen
- die Rolle der Verbände
- die zeitlich parallelen Entwicklungen in der Deutschen Demokratischen Republik.

Das veröffentlichte Buch beinhaltet folgende Abschnitte:
1. Vom Ersten Weltkrieg bis zum Ende der Weimarer Republik […]
2. Das Reichsministerium für Ernährung und Landwirtschaft in der Zeit des Nationalsozialismus […]
3. Landwirtschaftspolitik unter alliierter Besatzung 1945–1949 […]
4. Landwirtschaftsministerium und Agrarpolitik in der alten Bundesrepublik […]
5. Das DDR-Landwirtschaftsministerium – Politik und Personal […]
6. Sechzig Jahre Europäisierung der Agrarpolitik – Interessen, Konflikte, Weichenstellungen. Eine historisch-politische Betrachtung […][6]

## Organisation

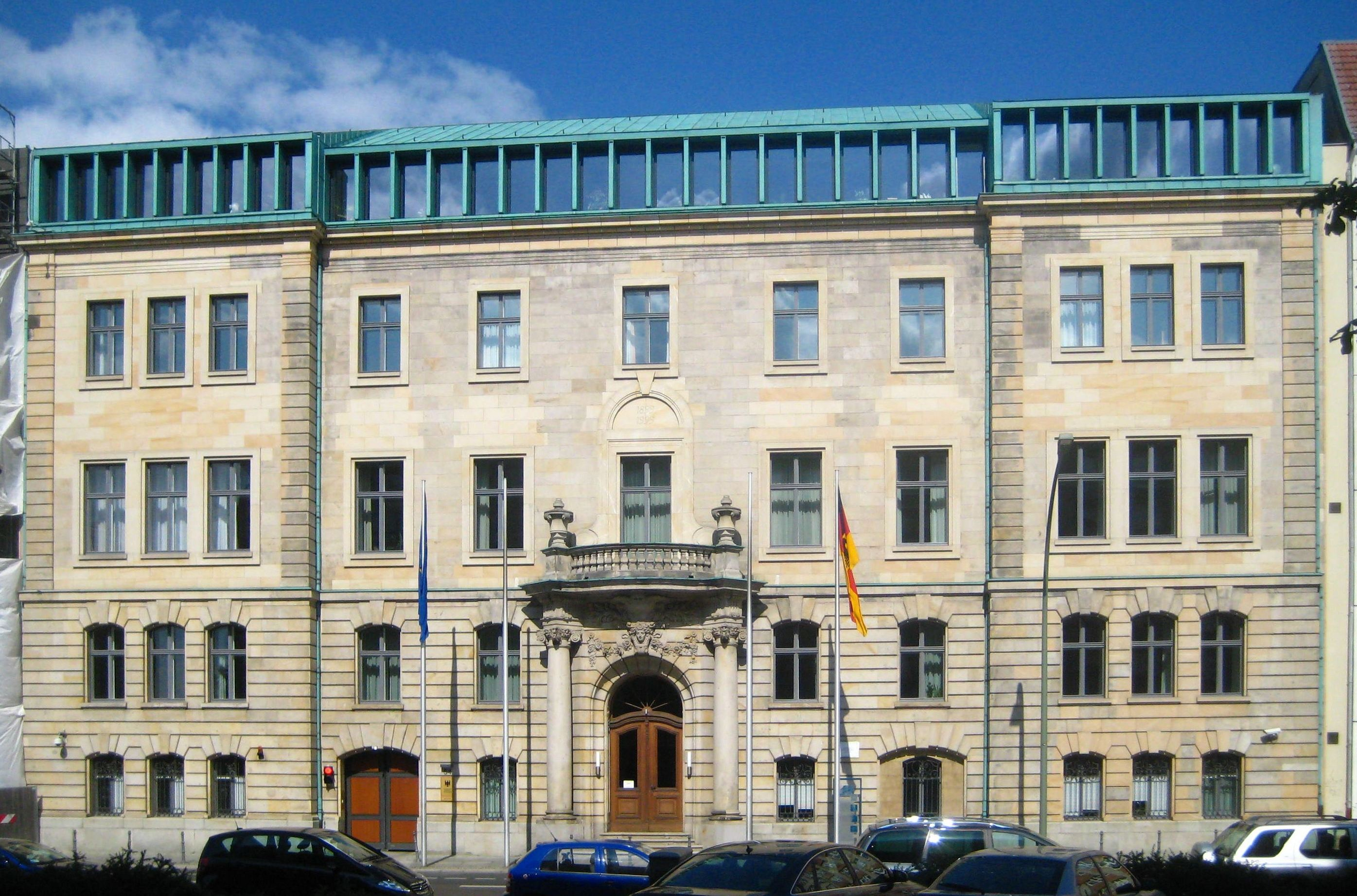
Der Dienstsitz Berlin im Gebäude des ehemaligen Geheimen Zivilkabinetts in der Wilhelmstraße

Neben der Ministeriumsleitung (inkl. Leitungsstab) besteht es aus weiteren acht Abteilungen (Stand: Januar 2021):
- Abteilung 1: Zentralabteilung
- Abteilung 2: Gesundheitlicher Verbraucherschutz, Ernährung, Produktsicherheit
- Abteilung 3: Lebensmittelsicherheit, Tiergesundheit
- Abteilung 4: Agrarmärkte, Ernährungswirtschaft, Export
- Abteilung 5: Wald, Nachhaltigkeit, Nachwachsende Rohstoffe
- Abteilung 6: EU-Angelegenheiten, Internationale Zusammenarbeit, Fischerei
- Abteilung 7: Landwirtschaftliche Erzeugung, Gartenbau, Agrarpolitik
- Abteilung 8: Ländliche Entwicklung, Digitale Innovation

Dem BMEL unterstehen vielfältige Bundesoberbehörden, rechtlich selbstständige Anstalten des öffentlichen Rechts und Bundesforschungsanstalten, die mit Wirkung zum 1. Januar 2008 teilweise neu gegliedert wurden:
- Bundesamt für Verbraucherschutz und Lebensmittelsicherheit
- Bundesanstalt für Landwirtschaft und Ernährung
- Bundessortenamt
- Bundesinstitut für Risikobewertung
- Julius Kühn-Institut, Bundesforschungsinstitut für Kulturpflanzen
- Friedrich-Loeffler-Institut, Bundesforschungsinstitut für Tiergesundheit
- Max Rubner-Institut, Bundesforschungsinstitut für Ernährung und Lebensmittel
- Johann Heinrich von Thünen-Institut, Bundesforschungsinstitut für Ländliche Räume, Wald und Fischerei

## Bundesminister seit 1949

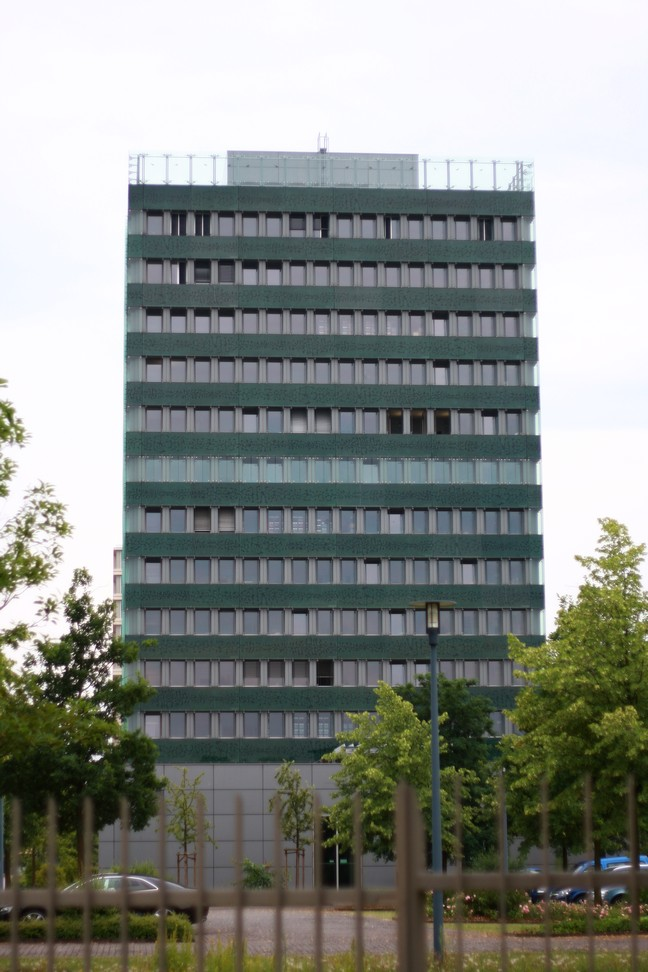
Eines der Gebäude (Haus 9) des Ministeriums in Bonn

Nach dem Bruch der sozialliberalen Koalition am 17. September 1982 übernahm der damalige Bundesminister für Bildung und Wissenschaft Björn Engholm zusätzlich das Landwirtschaftsministerium. Dieser Zustand hielt aber nur bis zum 1. Oktober 1982, als Helmut Kohl durch ein konstruktives Misstrauensvotum zum Bundeskanzler gewählt wurde.
| Nr.                                                                | Name | Lebensdaten                                              | Partei                                                   | Beginn der Amtszeit                                      | Ende der Amtszeit                                        | Kabinett(e)                                              |
| Bundesminister für Ernährung, Landwirtschaft und Forsten           | Bundesminister für Ernährung, Landwirtschaft und Forsten                                                                    | Bundesminister für Ernährung, Landwirtschaft und Forsten | Bundesminister für Ernährung, Landwirtschaft und Forsten | Bundesminister für Ernährung, Landwirtschaft und Forsten | Bundesminister für Ernährung, Landwirtschaft und Forsten | Bundesminister für Ernährung, Landwirtschaft und Forsten |
| ------------------------------------------------------------------ | --- | -------------------------------------------------------- | -------------------------------------------------------- | -------------------------------------------------------- | -------------------------------------------------------- | -------------------------------------------------------- |
| 1                                                                  | Wilhelm Niklas | 1887–1957                                                | CSU                                                      | 20. September 1949                                       | 20. Oktober 1953                                         | Adenauer I                                               |
| 2                                                                  | Heinrich Lübke | 1894–1972                                                | CDU                                                      | 20. Oktober 1953                                         | 15. September 1959                                       | Adenauer II Adenauer III                                 |
| 3                                                                  | Werner Schwarz | 1900–1982                                                | CDU                                                      | 30. September 1959                                       | 26. Oktober 1965                                         | Adenauer III Adenauer IV Adenauer V Erhard I             |
| 4                                                                  | Hermann Höcherl | 1912–1989                                                | CSU                                                      | 26. Oktober 1965                                         | 21. Oktober 1969                                         | Erhard II Kiesinger                                      |
| 5                                                                  | Josef Ertl | 1925–2000                                                | FDP                                                      | 22. Oktober 1969                                         | 17. September 1982                                       | Brandt I Brandt II Schmidt I Schmidt II Schmidt III      |
| 6                                                                  | Björn Engholm | * 1939                                                   | SPD                                                      | 17. September 1982                                       | 1. Oktober 1982                                          | Schmidt III                                              |
| 7                                                                  | Josef Ertl | 1925–2000                                                | FDP                                                      | 4. Oktober 1982                                          | 29. März 1983                                            | Kohl I                                                   |
| 8                                                                  | Ignaz Kiechle | 1930–2003                                                | CSU                                                      | 30. März 1983                                            | 21. Januar 1993                                          | Kohl II Kohl III Kohl IV                                 |
| 9                                                                  | Jochen Borchert | * 1940                                                   | CDU                                                      | 21. Januar 1993                                          | 26. Oktober 1998                                         | Kohl IV Kohl V                                           |
| 10                                                                 | Karl-Heinz Funke | * 1946                                                   | SPD                                                      | 27. Oktober 1998                                         | 12. Januar 2001                                          | Schröder I                                               |
| Bundesminister für Verbraucherschutz, Ernährung und Landwirtschaft | |                                                          |                                                          |                                                          |                                                          |                                                          |
| 11                                                                 | Renate Künast | * 1955                                                   | Grüne                                                    | 12. Januar 2001                                          | 4. Oktober 2005                                          | Schröder I Schröder II                                   |
| 11                                                                 | Bis zur Bildung einer neuen Bundesregierung übernahm Bundesumweltminister Jürgen Trittin das Ressort geschäftsführend.      |                                                          |                                                          |                                                          |                                                          |                                                          |
| Bundesminister für Ernährung, Landwirtschaft und Verbraucherschutz | |                                                          |                                                          |                                                          |                                                          |                                                          |
| 12                                                                 | Horst Seehofer | * 1949                                                   | CSU                                                      | 22. November 2005                                        | 27. Oktober 2008                                         | Merkel I                                                 |
| 13                                                                 | Ilse Aigner | * 1964                                                   | CSU                                                      | 31. Oktober 2008                                         | 30. September 2013                                       | Merkel I Merkel II                                       |
| 13                                                                 | Bis zur Bildung einer neuen Bundesregierung übernahm Bundesinnenminister Hans-Peter Friedrich das Ressort geschäftsführend. |                                                          |                                                          |                                                          |                                                          |                                                          |
| Bundesminister für Ernährung und Landwirtschaft                    | |                                                          |                                                          |                                                          |                                                          |                                                          |
| 14                                                                 | Hans-Peter Friedrich | * 1957                                                   | CSU                                                      | 17. Dezember 2013                                        | 17. Februar 2014                                         | Merkel III                                               |
| 15                                                                 | Christian Schmidt | * 1957                                                   | CSU                                                      | 17. Februar 2014                                         | 14. März 2018                                            | Merkel III                                               |
| 16                                                                 | Julia Klöckner | * 1972                                                   | CDU                                                      | 14. März 2018                                            | 8. Dezember 2021                                         | Merkel IV                                                |
| 17                                                                 | Cem Özdemir | * 1965                                                   | Grüne                                                    | 8. Dezember 2021                                         | 6. Mai 2025                                              | Scholz                                                   |
| Bundesminister für Landwirtschaft, Ernährung und Heimat            | |                                                          |                                                          |                                                          |                                                          |                                                          |
| 18                                                                 | Alois Rainer | * 1965                                                   | CSU                                                      | 6. Mai 2025                                              | im Amt                                                   | Merz                                                     |

## Parlamentarische Staatssekretäre
- 1969–1976: Fritz Logemann (FDP)
- 1976–1993: Georg Gallus (FDP)
- 1983–1991: Wolfgang von Geldern (CDU)
- 1991–1993: Gottfried Haschke (CDU)
- 1993–1998: Wolfgang Gröbl (CSU)
- 1998: Ernst Hinsken (CSU)
- 1998–2005: Gerald Thalheim (SPD)
- 2001–2005: Matthias Berninger (Grüne)
- 2005–2007: Peter Paziorek (CDU)
- 2005–2013: Gerd Müller (CSU)
- 2007–2009: Ursula Heinen (CDU)
- 2009–2011: Julia Klöckner (CDU)
- 2011–2018: Peter Bleser (CDU)
- 2013–2018: Maria Flachsbarth (CDU)
- 2018–2021: Hans-Joachim Fuchtel (CDU)
- 2018–2019: Michael Stübgen (CDU)
- 2019–2021: Uwe Feiler (CDU)
- 2021–2022: Manuela Rottmann (Grüne)
- 2021–2025: Ophelia Nick (Grüne)
- 2023–2025: Claudia Müller (Grüne)
- seit 2025: Silvia Breher (CDU)
- seit 2025: Martina Englhardt-Kopf (CSU)

## Beamtete Staatssekretäre
- 1949–1962: Theodor Sonnemann
- 1962–1968: Rudolf Hüttebräuker
- 1967–1968: Reinhold Mercker
- 1968–1969: Fritz Neef
- 1969–1973: Hans Griesau (FDP)
- 1973–1984: Hans-Jürgen Rohr
- 1984–1987: Walther Florian
- 1987–1993: Walter Kittel
- 1988–1991: Kurt Eisenkrämer
- 1991–1993: Helmut Scholz
- 1993–1998: Franz-Josef Feiter
- 1998–2002: Martin Wille (SPD)
- 2001–2005: Alexander Müller (Grüne)
- 2005–2010: Gert Lindemann (CDU)
- 2010–2016: Robert Kloos (CDU)
- 2016–2019: Hermann Onko Aeikens (CDU)
- 2020–2021: Beate Kasch
- 2021–2025: Silvia Bender (Grüne)
- seit 2025: Markus Schick

## Wettbewerbe
Das Ministerium veranstaltet alle drei Jahre den Bundeswettbewerb „Unser Dorf hat Zukunft“. Ziel ist hierbei die Motivation der ansässigen Bevölkerung zu steigern eigene Projekte zur Sicherung der Zukunft des Dorfes zu verwirklichen. In diesem Rahmen bietet sich Orten, die durch Vorleistungen gute Platzierungen erreichen, im Anschluss, Förderungen zur Erhöhung des Bekanntheitsgrades und zu Projekten in ihrem ländlichen Raum zu erhalten.

## Verbraucherlotse
Der Verbraucherlotse wurde am 10. Dezember 2012 von Ilse Aigner mit dem Ziel ins Leben gerufen, Bürgern Fragen zu ihren Verbraucherrechten zu beantworten. Verbraucher können sich telefonisch oder per E-Mail an den Verbraucherlotsen wenden und erhalten entweder direkt die gewünschte Information oder werden an die zuständige Stelle gelotst. Individuelle Rechtsberatung darf der Verbraucherlotse nicht übernehmen.
Der Verbraucherzentrale Bundesverband sieht Potenzial in dem Projekt des Bundesverbraucherministeriums, wenn die Verbraucherlotsen tatsächlich den richtigen Ansprechpartner nennen können. Andere Parteien wie die Grünen und die SPD halten diese Form des Verbraucherservices jedoch für überflüssig. Das Handelsblatt Online hat in einem stichprobenartigen Test sechs Wochen nach dem Start des Verbraucherlotsen feststellen müssen, dass die Hilfe der Lotsen in vielen Fällen oberflächlich blieb.